# Olaf Boustedt
Olaf Boustedt (* 14. Juli 1912 in Sankt Petersburg, Russisches Kaiserreich; † 14. April 1995) war ein deutscher Statistiker, Siedlungs- und Wirtschaftsgeograph sowie Regionalwissenschaftler und Raumforscher. Als Wissenschaftler profilierte er sich insbesondere im Bereich der Agglomerations- und Mobilitätsforschung und lieferte auf der Grundlage von Pendlerbeziehungen ein Modell der Abgrenzung von „Stadtregionen“ für Zwecke der Statistik, Geographie, Stadtplanung, Raumbeobachtung und Raumordnung.

## Leben
Boustedt war Sohn des deutsch-baltischen Chemikers Georg Boustedt (1867–1926) und dessen Ehefrau Lonny, geborene Stahlberg. Die zunächst im Gouvernement Livland, in Schlüsselburg und in St. Petersburg lebende Familie emigrierte nach der Oktoberrevolution nach Estland. Wie seine ältere Schwester Helga diplomierte und promovierte er als Volkswirt. Erste berufliche Kontakte zum Gebiet der Statistik hatte er vor dem Zweiten Weltkrieg in Reval und Berlin.
Nach Kriegsdienst und Kriegsgefangenschaft trat er Ende 1945 in den Dienst des Bayerischen Landesamts für Statistik. Unter Karl Wagner richtete er dort erstmals ein Referat für Regionalstatistik ein. Als Gründungsmitglied des Arbeitskreises Regionalstatistik bei der Deutschen Statistischen Gesellschaft war er bei der Schaffung der ersten Gemeinde- und Kreisstatistik auf der Grundlage des Zensus von 1950 maßgeblich beteiligt. Der „Bayerische Planungsatlas“, ein Werk regionalstatistischer Auswertungen in kartografischer Form, geht auf seine Initiative zurück und wurde von ihm gestaltet.
Angesichts des Phänomens der Suburbanisierung entwickelte er Anfang der 1950er Jahre nach dem Vorbild des US-amerikanischen Konzepts der Metropolitan Statistical Areas, die 1949 erstmals definiert worden waren, auf der Grundlage von sozioökonomischen Verflechtungen zwischen Kernstädten und ihrem Umland eine Abgrenzung von Stadtregionen in Westdeutschland, die als „Boustedt-Stadtregionen-Modell“ bis 1970 fortgeschrieben und Vorläufer der BIK-Regionen wurde. Angelehnt an sein Modell werden auch heute noch in der Raumbeobachtung des Bundesamts für Bauwesen und Raumordnung Großstadtregionen und großstadtregionale Einzugsbereiche festgelegt.
1953 nahm ihn die Akademie für Raumforschung und Landesplanung (ARL) als ordentliches Mitglied auf. Außer als Leiter von Forschungsausschüssen war er dort später zeitweise ihr Vizepräsident (1971–1974). 1960 folgte er einem Angebot des Metropolitan Toronto Planning Board, in Toronto, Kanada, die Wirtschaftsforschung mit aufzubauen. 1962 trat er als hauptamtlicher Städtestatistiker in die Dienste der Stadt Nürnberg. Im Baureferat von Heinz Schmeißner baute er ein statistisches Büro für Aufgaben der Stadtplanung auf.
Von 1965 bis 1975 leitete er anschließend das Statistische Landesamt Hamburg. Als solcher setzte er bei den Bürgerschafts- und Bezirksversammlungswahlen 1966 erstmals Magnetbänder sowie in der Wahlnacht eine elektronische Datenverarbeitungsanlage ein.
Im Verband Deutscher Städtestatistik leitete er bis zum Jahre 1973 den Ausschuss „Stadtforschung“. Viele Jahre lehrte Boustedt an der Universität Hamburg. Dort wurde ihm im November 1973 der Titel eines Honorarprofessors verliehen. Nach seiner Tätigkeit in Hamburg zog er in seine Wahlheimat nach München, wo er in seinem Ruhestand noch als Lehrbeauftragter für empirische Regionalforschung an der Ludwig-Maximilians-Universität München wirkte.

## Veröffentlichungen (Auswahl)
- Haushaltsbezogene Auswertung der Wanderungen im suburbanen Raum. Dargestellt am Beispiel des Agglomerationsraumes von München. Akademie für Raumforschung und Landesplanung, Hannover 1980.
- Voraussehbare Bevölkerungsentwicklung in Verdichtungsräumen. Vortrag. In: Zur Steuerungsmöglichkeit des Suburbanisierungsprozesses (= ARL-Arbeitsmaterial, 10). Hannover 1978, S. 39–66.
- Überlegungen zur planerischen Beeinflussung der Suburbanisierung. In: Beiträge zum Problem der Suburbanisierung, Akademie für Raumforschung und Landesplanung, Forschungs- und Sitzungsberichte 125, Hannover 1978, S. 69–84.
- Einflüsse der Verwaltungsneugliederung auf die Pendlerstatistik. In: Informationen zur Raumentwicklung, 1977, Heft 7, S. 537–543.
- Die Regionalstatistik zwischen den Großzählungen. Lassen sich die zwischenzeitlichen Informationslücken schließen? In: Raumforschung und Raumordnung, Köln, 34 (1976), Heft 3, S. 95–101.
- Grundriß der empirischen Regionalforschung (= Taschenbücher zur Raumplanung, 4–7). Akademie für Raumforschung und Landesplanung, Hannover 1975.
- mit Jürgen Friedrichs, Hans-Gottfried von Rohr, Bernhard Schäfers, Hans Hellberg, Hartwig Spitzer: Beiträge zum Problem der Suburbanisierung (= Akademie für Raumforschung und Landesplanung (Hrsg.): Forschungs- und Sitzungsberichte, 102). Hanover 1975.
- Gedanken und Beobachtungen zum Phänomen der Suburbanisierung. In: Akademie für Raumforschung und Landesplanung (Hrsg.): Beiträge zum Problem der Suburbanisierung. Hannover 1975, S. 1–24.
- Planung ohne Plan? Zur Futurologie in der Stadtentwicklung. In: Archiv für Kommunalwissenschaften, Stuttgart, 11 (1972), Heft 1, S. 29–43.
- Entwicklung eines Konzeptes der empirischen Stadtforschung. In: Zwischen Stadtmitte und Stadtregion. Akademie für Städtebau und Landesplanung, Krämer, Stuttgart 1970.
- Stadtregionen. In: Akademie für Raumforschung und Landesplanung (Hrsg.): Handwörterbuch der Raumforschung und Raumordnung. 2. Auflage, Jänecke, Hannover 1970, Sp. 3207–3237.
- Bestimmung und Analyse zentralörtlicher Erscheinungen in einer Großstadt. In: Hamburg in Zahlen. Sonderheft 1: Zentrale Standorte zur Versorgung der Bevölkerung in Hamburg 1961. Hamburg 1970, S. 1–10.
- Analyse des Stadtgebietes nach sozialökonomischen Merkmalen (= Akademie für Raumforschung und Landesplanung (Hrsg.): Forschungs- und Sitzungsberichte 42). Hannover 1968.
- mit Georg Müller und Karl Schwarz: Zum Problem der Abgrenzung von Verdichtungsräumen unter Berücksichtigung der Möglichkeiten zur Messung von Verdichtungsschäden (= Mitteilungen aus dem Institut für Raumordnung Bonn-Bad Godesberg, 61). Bundesforschungsanstalt für Landeskunde und Raumordnung, Bad Godesberg 1968.
- Die Stadtregionen in der Bundesrepublik Deutschland im Jahre 1961. In: Stadtregionen in der Bundesrepublik Deutschland 1961 (= Akademie für Raumforschung und Landesplanung (Hrsg.): Forschungs-und Sitzungsberichte, 32) Hannover 1967, S. 1–24.
- Stadtplanung und ihr Bedarf an statistischen Zahlen. In: Allgemeines Statistisches Archiv, Band 51 (1967).
- mit Peter Möller, Heinz Hollmann, Rudolf Klöpper, Georg Müller, Karl Haubner und Gottfried Müller: Studien zum Problem der Trabantenstadt. Untersuchungsergebnisse aus Agglomerationsräumen in der Bundesrepublik Deutschland. In: Raum und Bevölkerung, 3/XXVI, Jänecke, Hannover 1965.
- Zum Problem der Abgrenzung von „überlasteten Verdichtungsräumen“. Gutachten [o. J., 1964].
- mit Hartmut Großhans und Walter Seele: Methoden und Verfahren städtebaulicher Planung (= SIN-Beiträge, 4). Nürnberg [o. J.]
- Die Entwicklung deutscher Stadtregionen. In: Archiv für Kommunalwissenschaften, Stuttgart, 1 (1962), Heft 2, S. 179–202.
- Die zentralen Orte und Ihre Einflussbereiche. Eine empirische Untersuchung über die Größe und Struktur der zentralörtlichen Einflussbereiche. In: Proceedings of the IGU Symposium in Urban Geography. Lund 1962, S. 201–226.
- Probleme des Städtewachstums aus der Sicht amerikanischer Erfahrungen und Forschungen (= Sonderschrift des Ifo-Instituts für Wirtschaftsforschung, 29). Duncker & Humblot, München 1962.
- mit Hans Schmid et al.: Die Wachstumskräfte einer Millionenstadt. Dargestellt am Beispiel Münchens. Gerber, München 1961.
- mit Herbert Ranz: Regionale Struktur- und Wirtschaftsforschung. Aufgaben und Methoden (= Veröffentlichungen der Akademie für Raumforschung und Landesplanung. Raumforschung und Landesplanung, 33). Dorn, Bremen-Horn 1957.
- Wirtschaftsbelebung durch Fremdenverkehr. Studie über die Möglichkeiten und Grenzen der Entwicklung ländlicher Gewerbezentren durch den Fremdenverkehr. Dargestellt am Beispiel der Gemeinde Bodenmais/Bayer. Wald. Dorn, Bremen-Horn 1956.
- Die Stadt und ihr Umland. In: Raumforschung und Raumordnung, 11 (1953), Heft 1, S. 20–29.
- Die 24. Jahresversammlung der Deutschen Statistischen Gesellschaft am 28. und 29. Oktober 1953. In: Allgemeines Statistisches Archiv, 37 (1953), S. 314–361.
- Die Stadtregion. Ein Beitrag zur Abgrenzung städtischer Agglomerationen. In: Allgemeines Statistisches Archiv, 37 (1953), S. 13–26.
- Planung als Lehrfach und Beruf in USA. In: Schmollers Jahrbuch für Gesetzgebung, Verwaltung und Volkswirtschaft, Band 71 (1951), Heft 5, S. 87–96 (PDF).
- Das erste Internationale Statistische Seminar in Bern und Genf im September 1949. In: Karl Wagner (Hrsg.): Allgemeines Statistisches Archiv, Band 33 (1949), S. 408–410 (PDF).
- Die Wirtschaftswerbung in Estland. Ein Beitrag zur völker- und staatenkundlichen Werbeforschung. Ohne Ort, 1942 (Rechts- und staatswissenschaftliche Dissertation, Berlin).